# Timothée Atouba
Timothée Atouba Essama (Duala, Camerún, 17 de febrero de 1982), conocido como Atouba, es un futbolista camerunés. Juega como defensa y actualmente se encuentra sin equipo.

## Trayectoria
Atouba firmó por el Tottenham Hotspur en agosto de 2004.  A pesar de que tuvo un inicio prometedor en sus primeros meses en el club, anotando el gol de la victoria ante el Newcastle United, finalizó la temporada como lateral izquierdo suplente. Después de sólo un año en Londres, fue descartado. Atouba fue traspasado al Hamburger SV en julio de 2005.
En el verano de 2009, finaliza su contrato con el Hamburgo y en julio, se traslada a Ámsterdam, donde se reúne con el exentrenador del HSV Martin Jol. Fue contratado por AFC Ajax por dos años. Después de múltiples problemas de lesiones durante 2009, Atouba perdió su puesto en el once inicial del Ajax-youngster Vurnon Anita. En mayo de 2012, Atouba fue invitado a las pruebas de expansión de la MLS (liga de fútbol de EE. UU.)
En noviembre de 2012, estando sin equipo, fichó por la UD Las Palmas después de llevar casi un año sin jugar. En enero de 2014 rehúsa rescindir su contrato y se queda sin ficha hasta el final de la temporada, momento en el que su contrato expira, quedándose sin equipo.

## Polémica
En 2006, Atouba causó bastante revuelo tras varios errores suyos en la Champions League que dieron lugar a goles contrarios, que provocaron diversas derrotas. Después de recibir los abucheos del público, reaccionó levantando haciendo un corte de mangas contra el público, pidiendo ser sustituido. Después de haber sido sustituido, continuó con sus acciones contra su propio público, por lo que acabó recibiendo la tarjeta roja.

## Selección de Camerún
Formó parte del combinado camerunés de la Copa de África 2004 equipo, que terminó primero de su grupo en la primera ronda de la competencia, antes de no lograr la clasificación para las semifinales.

## Clubes
| Club                    | País         | Año        |
| ----------------------- | ------------ | ---------- |
| Union Douala            | Camerún      | 1999-2000  |
| Neuchâtel Xamax         | Suiza        | 2000-2002  |
| F. C. Basilea           | Suiza        | 2002-2004  |
| Tottenham Hotspur F. C. | Inglaterra   | 2004-2005  |
| Hamburgo S. V.          | Alemania     | 2005-2009  |
| Ajax Ámsterdam          | Países Bajos | 2009-2011  |
| U. D. Las Palmas        | España       | 2012- 2014 |

## Títulos

### Club
FC Basel
- Super Liga Suiza: 2003–04
- Copa Suiza: 2002–03
- Copa Uhren: 2003

Hamburgo SV
- Intertoto (2): 2005, 2007
- Copa Dubai Challenge (2): 2007, 2008
- Copa Emirates: 2008
- Copa T-Home Cup: 2009

Ajax
- Eredivisie: 2010–11
- Copa de los Países Bajos: 2009–10